# Apamea flavens
Apamea flavens är en fjärilsart som beskrevs av Menhofer 1955. Apamea flavens ingår i släktet Apamea och familjen nattflyn. Inga underarter finns listade i Catalogue of Life.